# 廖文海
廖文海（1934年—2009年），祖籍四川省成都市，出生于上海。中国人民解放军少将。
早年毕业于中国医科大学医疗系、第七军医大学二院军医、助教、主治军医。1964年，担任解放军总医院内科主治军医。1970年，起任解放军总医院三部二科副主任。1981年，起任解放军总医院南楼内科副主任军医、临床三部副主任。1983年，起任解放军总医院副院长；1988年，授予少将军衔。1989年升任院长。